# Maratón Guadalupe-Reyes
El Maratón Guadalupe-Reyes es una locución típica de la cultura mexicana. Esta designación comenzó en la década de 1990. Informalmente se refiere al período festivo, intermitente, comprendido entre el 12 de diciembre —día de la Virgen de Guadalupe— al 6 de enero —día de los Reyes Magos— (Aunque en fechas más recientes inicia desde el 11 de diciembre —fecha en que empiezan los festejos de la Virgen de Guadalupe con pirotecnia e ingestión de bebidas alcohólicas— y termina el 7 de enero —para curar la resaca — con el fin de cuadrar los festejos a 4 semanas exactas). Durante este período existen varias celebraciones, que, por cercanía cronológica, constituyen un «Maratón De Fiestas» de festividades. Entre las que incluye fiestas con bebidas alcohólicas entre otras de temporada. Su nombre se debe a un operativo de vigilancia de la extinta PFP (Policía federal preventiva) reforzando la custodia en los caminos y autopistas federales para resguardar los desplazamientos de la gente en dicha temporada.

## Festividades del Maratón Guadalupe-Reyes
- 12 de diciembre: celebración de las apariciones de Nuestra Señora de Guadalupe a san Juan Diego Cuauhtlatoatzin
- 16 al 24 de diciembre: durante este período se realizan posadas —9 en total—
- 24 de diciembre: junto con la última posada se celebra la Nochebuena
- 25 de diciembre: se festeja la Navidad
- 28 de diciembre: conmemoración del día de los Santos Inocentes
- 31 de diciembre: celebración de la víspera de año nuevo
- 1 de enero: fiesta de año nuevo
- 6 de enero: día de los Reyes y partida de la tradicional rosca de reyes. También es el aniversario de boda de algunos Reyes.

Aunado a estas celebraciones, este «maratón» se prolonga hasta la fiesta de la Candelaria, que ocurre el 2 de febrero. Dicho festejo está ligado al maratón Guadalupe-Reyes, ya que, el día de reyes magos, cada asistente, al partir su porción de rosca —que contiene varias figuras de  niño Dios en miniatura— si le tocó uno de tales «muñecos», está obligado(a) a organizar la festividad de la candelaria, que por lo menos incluye una tamaliza, posiblemente con su complemento ideal: atole. Sin embargo, ya que entre estas dos festividades existe casi un mes de separación, no se considera parte del maratón.